# جول ديلدر
جول ديلدر (1944 - 2019)، هو شاعر كاتب وموسيقي هولندي. ولد في مدينة روتردام وتوفي فيها.

## وصلات خارجية
- جول ديلدر على موقع IMDb (الإنجليزية)
- جول ديلدر على موقع ميوزك برينز (الإنجليزية)
- جول ديلدر على موقع ديسكوغز (الإنجليزية)